# Guido Gezelle
Guido Pieter Theodorus Josephus Gezelle (Brugge, 1 mei 1830 – Brugge, 27 november 1899) was een Vlaamse lyrisch dichter en hekeldichter, rooms-katholieke priester, taalwetenschapper, leraar, journalist en vertaler. Hij is bekend om zijn fijnzinnige gedichten over de natuur, zijn beeldend taalgebruik en zijn virtuoos taalkunstenaarschap. O 't ruischen van het ranke riet en Het Schrijverke uit de dichtbundel Vlaamsche Dichtoefeningen (1858) zijn slechts twee van zijn bekendste werken.
De thematiek van zijn gedichten is typisch romantisch, met onderwerpen als natuur, vriendschap, religie en de dood.

## Levensloop

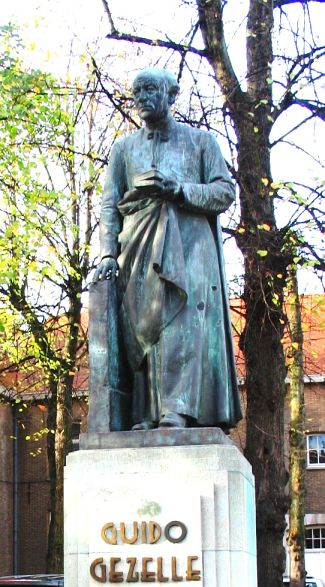
Standbeeld van Guido Gezelle op het naar hem vernoemde plein in Brugge

### Jeugd (1830-1850)
Hij werd in het Verenigd koninkrijk der Nederlanden in Brugge geboren als oudste kind uit het huwelijk van Monica Devriese (1804-1875) en Pieter Jan Gezelle (1791-1871), hovenier in een eerder landelijk gebleven deel van een volksbuurt aan de rand van Brugge, binnen de historische stad.
Hij kreeg Guido als eerste doopnaam, die hij dankte aan zijn peter Guido baron van Zuylen van Nyevelt.
Guido Gezelle vereerde als zijn patroonheilige Guido van Anderlecht (950-1012), die tot zalige was verheven en als patroon van Anderlecht werd vereerd. In 1863 bracht hij een bezoek aan zijn graf in Anderlecht en kreeg een relikwie van zijn gebeente, evenals een stukje hout uit de eik waar Guido nog onder gebeden zou hebben. Gezelle herinnerde hieraan in zijn geschriften.
Gezelle droeg in zich de trekken van zijn opgeruimde, welbespraakte vader en van zijn introverte, hypergevoelige en godvruchtige moeder. Hij was een oom van de Vlaamse schrijver Stijn Streuvels (Frank Lateur), zoon van zijn zus Marie-Louise en van de priester-dichter Caesar Gezelle, zoon van zijn broer Romaan.
Na de lagere school studeerde hij eerst aan het Sint-Lodewijkscollege in Brugge en daarna aan het kleinseminarie in Roeselare, waar hij als half-betalend leerling belast was met portierdienst en boodschappen. Hij doorliep er de hogere humanioraklassen (1846–1849) en koesterde er de (nooit vervulde) droom missionaris in Groot-Brittannië te worden.
Vanaf dat hij zestien jaar was of zelfs eerder gaf Gezelle er zich rekenschap van dat hij een bijzondere gave bezat voor het schrijven van gedichten, voor het op rijm zetten en voor het vinden en aanwenden van een uitgebreide woordenschat. Ook zijn omgeving en zijn oversten werden zich hiervan bewust en begonnen beroep te doen op deze vaardigheid van hem. Hij was nog leerling in de humaniora toen zijn eerste verzen al in druk verschenen. Een paar van zijn langere gedichten verschenen in plaquettevorm en zijn gedicht over België in het revolutiejaar 1848 werd opgenomen in de veelgelezen Standaard van Vlaanderen. Zijn naam als begaafde dichter werd binnen de kleine wereld van het kleinseminarie en van de stad Roeselare ruim bekend.

### Brugge (1850-1854)
Van 1850 tot 1854 was Gezelle weer terug in Brugge, waar hij op het grootseminarie zijn laatste voorbereiding kreeg op het priesterschap.
Hij was niet zonder moeite aanvaard, omdat hij in Roeselare geen einddiploma verwierf. Bisschop Joannes Baptista Malou besliste echter, na het lezen van zijn gedichten, dat hij de kennis had en de maturiteit bezat om seminariestudies aan te vatten.
Hij volgde er het traditionele curriculum:
- 30 oktober 1850: intrede.
- 20 december 1851: tonsuur.
- 5 juni 1852: de lagere wijdingen.
- 18 december 1852: subdiaken.
- 17 december 1853: diaken.
- 10 juni 1854: tot priester gewijd.

Op 21 maart 1854 was hij al naar Roeselare verhuisd, omdat hij er tot leraar was benoemd.

### Roeselare (1854-1860)

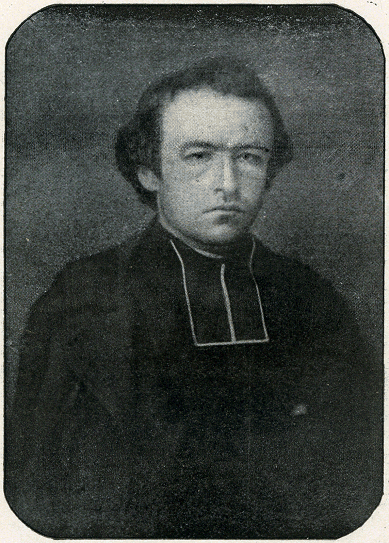
Gezelle in 1860

Hij werd leraar aan het Klein Seminarie van Roeselare, waar hij vroeger gestudeerd had. Aanvankelijk gaf hij de lessen boekhouding en natuurlijke historie, maar later werd hem ook het taalonderwijs opgedragen. Hij bekommerde zich ook speciaal om de Engelse leerlingen die zich in het internaat bevonden.
In de schooljaren 1857-1858 en 1858-1859 werd hij titularis van de poësisklas. Hij onderhield goede vriendschapsrelaties met zijn leerlingen, vooral met hen die literaire ambities koesterden. Onder hen bevond zich Eugeen van Oye, voor wie hij Dien Avond en die Rooze schreef.
De jonge priester-leraar was toen voldoende bewust geworden van de waarde van zijn pennenvruchten om er kort op elkaar twee drukwerken aan te wijden: Kerkhofblommen (bedoeld voor zijn leerlingen) en Vlaemsche dichtoefeningen (die bisschoppelijke goedkeuring kreeg en waar de drukker met een prospectus reclame voor maakte bij een ruim publiek).
De dichtbundel Vlaamsche Dichtoefeningen (1858) bestond uit, voor die tijd onorthodoxe, in niet-verheven taal geschreven gedichten, ver verwijderd van de gezwollen rederijkersstijl. Buiten West-Vlaanderen werd dit aanvankelijk niet bijster gewaardeerd. In het noorden van Nederland vond men hem veel te Vlaams in zijn taalgebruik. Veel recensenten waardeerden ook zijn experimentele vormen niet, zoals in een bonke keerzen kind. Ook werd hij, vooral van antiklerikale liberale zijde, hevig aangevallen om het godsdienstige vroom karakter van veel van zijn gedichten. Een van de weinigen in Nederland die wel aandacht aan Gezelles dichtkunst besteedde was de katholieke intellectueel Joseph Alberdingk Thijm, de vader van Lodewijk van Deyssel. Deze dichter streefde net als Gezelle naar een herwaardering en heropleving van de middeleeuws-christelijke kunst en cultuur, zoals in de architectuur binnen de neogotiek.
Vanwege Gezelles eigenzinnige wijze van lesgeven en zijn manier van omgang met de leerlingen, rezen er geleidelijk aan steeds meer moeilijkheden rond zijn persoon, zowel onder docenten als onder leerlingen. Jaloersheid tegenover Gezelles dichtkunst speelde vermoedelijk ook een rol. Vanwege de gespannen sfeer werd Gezelle in 1860 daarom de poësisklas ontnomen. Kort daarna werd hij overgeplaatst naar Brugge, waar hij co-rector werd van een nieuw Engels College, dat slechts korte tijd bestond (1860–1861).

### Brugge (1860-1872)

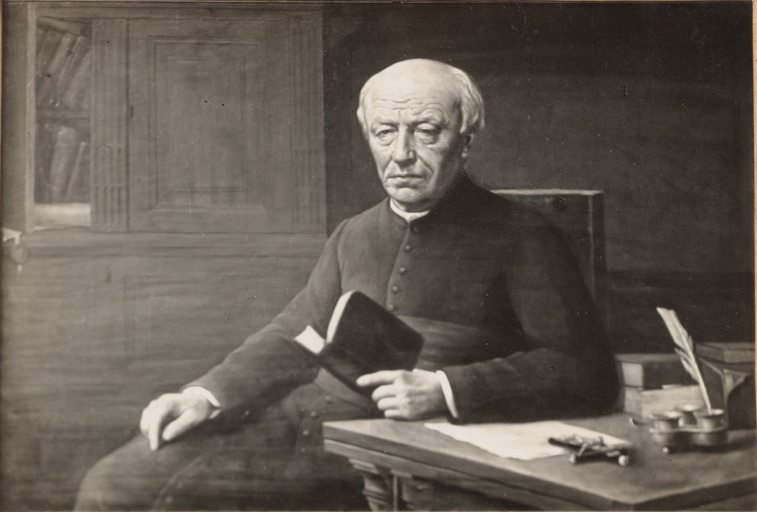
Schilderij van Guido Gezelle in olieverf door Hendrik De Graer (1905) - Gezellehuis te Brugge

Na de opheffing van het Engels College werd hij leraar in de wijsbegeerte en onderrector aan het Seminarium Anglo-Belgicum (1861–1865). Zijn bundel Gedichten, Gezangen en Gebeden werd uitgegeven en Kerkhofblommen werd heruitgegeven tijdens zijn leraarstijd in Brugge.
In 1865 werd hij benoemd tot onderpastoor (Noord-Nederlands: kapelaan) van de Sint-Walburgakerk in Brugge. Hij ontpopte zich toen als hekeldichter. Onder de schuilnaam Spoker betrad hij, in opdracht van zijn overheid, met zijn satires het politieke toneel.
Als onderpastoor en priester zette hij ook zijn literaire gaven in om de gelovigen christelijke deugden bij te brengen. Hij richtte het gezinsblad Rond den Heerd op, waarin hij schreef over heiligen, liturgische onderwerpen, flora, fauna en oude volksgezegden. Het volschrijven van het blad en toenemende financiële moeilijkheden en rompslomp eisten echter zoveel van hem, dat hij ziek werd. Toen hij bovendien hoorde dat er allerlei beschuldigingen en roddels over hem de ronde deden, vluchtte hij uit Brugge weg naar Kortrijk, naar de bevriende deken Ferdinand Van de Putte.

### Kortrijk (1872-1899)

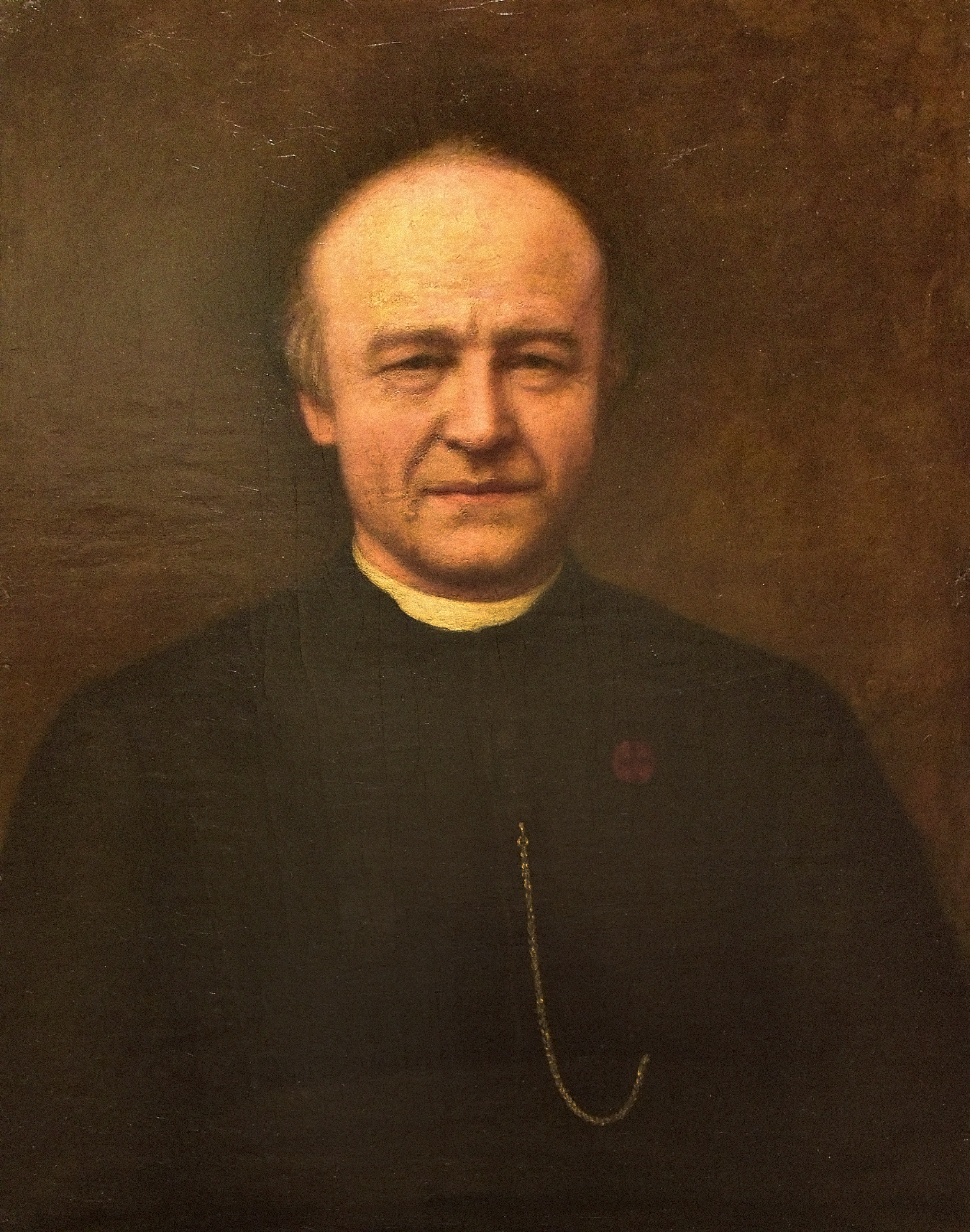
Guido Gezelle - kasteel van Loppem. (portret door Gustave Léonard de Jonghe)

Deken Van de Putte bezorgde hem in 1872 een aanstelling als kapelaan in de O.L.Vrouwekerk in Kortrijk wat hij tot 1889 zou blijven. De leiding van Rond den Heerd werd in 1871 overgenomen door Adolf Duclos.
Na enige tijd hervatte hij het dichten. Een van de uitgaven uit die tijd is de populaire bundel Zielegedichtjes. Langzamerhand steeg hij als dichter in aanzien, hoewel zijn werk buiten West-Vlaanderen nog altijd weinig aandacht kreeg. In 1880 verscheen Liederen, Eerdichten et Reliqua, een bundel met schoonheidsgedichten, humoristische vertellinkjes en vertaalde gedichten.
Gezelle is altijd blijven doorstuderen, voornamelijk literatuur. Vooral de 'Vlaamse taal' ging hem aan het hart. In Kortrijk begon hij een nieuw blad, getiteld Loquela en met een kring getrouwen legde hij een enorme verzameling woorden aan, verrijkt door zijn filologische en historische bemerkingen en beschouwingen. Na zijn dood werden 150.000 'papierlingskes' met woordverklaringen gevonden. Hij werd ook inspirator en medestichter in 1890 van een nieuw tijdschrift onder de naam Biekorf.
Hij bleef vertaalwerk doen, waaronder een bekend werk van Longfellow, The Song of Hiawatha. Het werd hem, ondanks zijn kapelaanswerk toch mogelijk gemaakt relatief veel tijd aan zijn literaire werkzaamheden te besteden. Geleidelijk aan kwam hij zijn inzinking te boven en ook buiten West-Vlaanderen begon de waardering voor zijn werk toe te nemen. Het lukte hem zijn lyrische dichtkunst weer te hervatten, waarmee zijn dichterschap een tweede, meer doorleefde en gerijpte bloeitijd beleefde. De gedichten van de periode werden in 1893 gebundeld in Tijdkrans.
Kritiek op zijn taalgebruik was er nog altijd, maar hij kreeg een pleitbezorger in de figuur van August Vermeylen, die Gezelle de grootmeester van de Vlaamse poëzie noemde. Naast Alberdingk Thijm gaf nu ook Pol de Mont aan de gedichten van Gezelle meer bekendheid in de noordelijke Nederlanden. Nadat in Vlaanderen de vernieuwingsbeweging in de poëzie Van Nu en Straks en in Nederland De Nieuwe Gids voor een frisse wind in het literaire landschap zorgden kwam er meer algemeen waardering voor de gedichten van Gezelle.
In 1886 werd hij lid van de Koninklijke Vlaamsche Academie voor Nederlandse Taal- en Letterkunde, een recent opgerichte officiële instelling waarin hij vooraanstaande Vlaamse literatoren ontmoette. In Kortrijk werd hij voor deze eervolle benoeming uitbundig gevierd. Hij nam geregeld aan de maandelijkse bijeenkomsten van de Academie deel in Gent. In 1889 verleende de Katholieke Universiteit Leuven hem de titel van eredoctor. In 1890 werd hij lid van de prestigieuze Nederlandsche Maatschappij van Letterkunde in Leiden en in 1891 erelid van het Comité flamand de France. Op de Gentse Floraliën van die tijd was een chrysantvariëteit te bewonderen die de naam Guido Gezelle droeg. De vereniging Davidsfonds werd een van de belangrijkste gangmakers om de bekendheid en de roem van de 'Heer ende Meester' te doen toenemen.

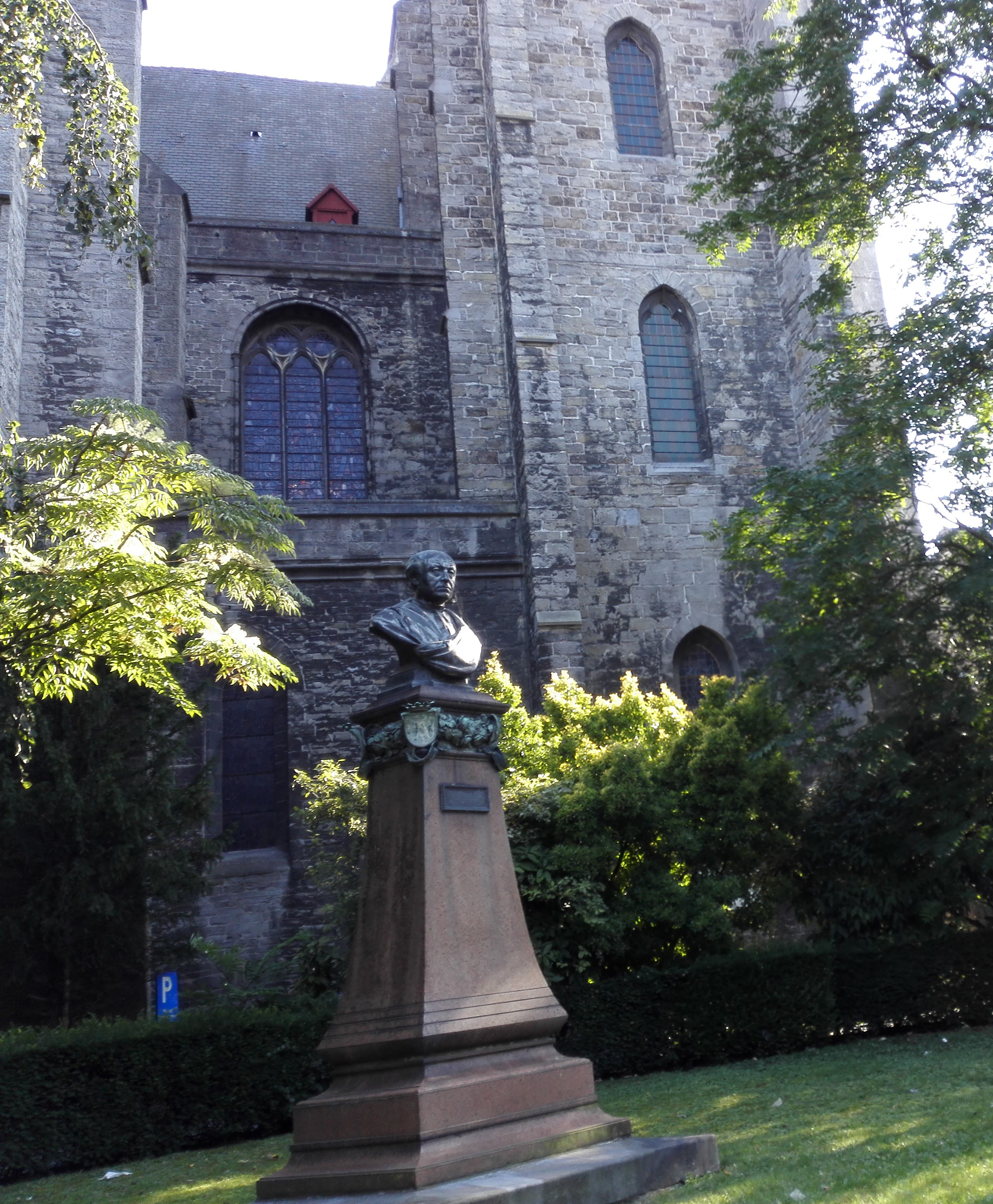
Borstbeeld Guido Gezelle Kortrijk

In het bisdom begon men er zich zorgen over te maken dat de beroemde priester-dichter nog altijd 'maar' een bescheiden onderpastoorstaak had vervuld en zijn laatste jaren ambteloos doorbracht. In 1889 was hem immers door de bisschop ontslag verleend van zijn parochiebediening en werd hem een 'sinecure' opgedragen, als biechtvader van een drietal Franse kloosterzusters. In 1893 werd hij ook van deze opdracht ontlast. Hij kon voortaan vrij van verplichtingen en zonder financiële zorgen, zijn vele literaire bezigheden verder benaarstigen.
In 1896 schreef hij op 66-jarige leeftijd in totaal 87 gedichten, de meeste door middel van een langdurig geworstel met woorden. In 1897 verscheen de bundel Rijmsnoer om en om het jaar, waarin gedichten over de schepping staan, of liever gezegd: de scheppingsorde, door de seizoenen via de opeenvolgende maanden beschreven werd. Ook Tijdkrans toonde al zijn behoefte aan weergave van deze ordening die hij om zich heen bespeurde. Beide bundels toonden onder meer aan hoe intens Gezelle kon genieten van allerlei details en gebeurtenissen in de natuur en hoe hij in virtuoos woordenspel wist te vangen wat hij met zijn zintuigen waarnam.

### Laatste jaren

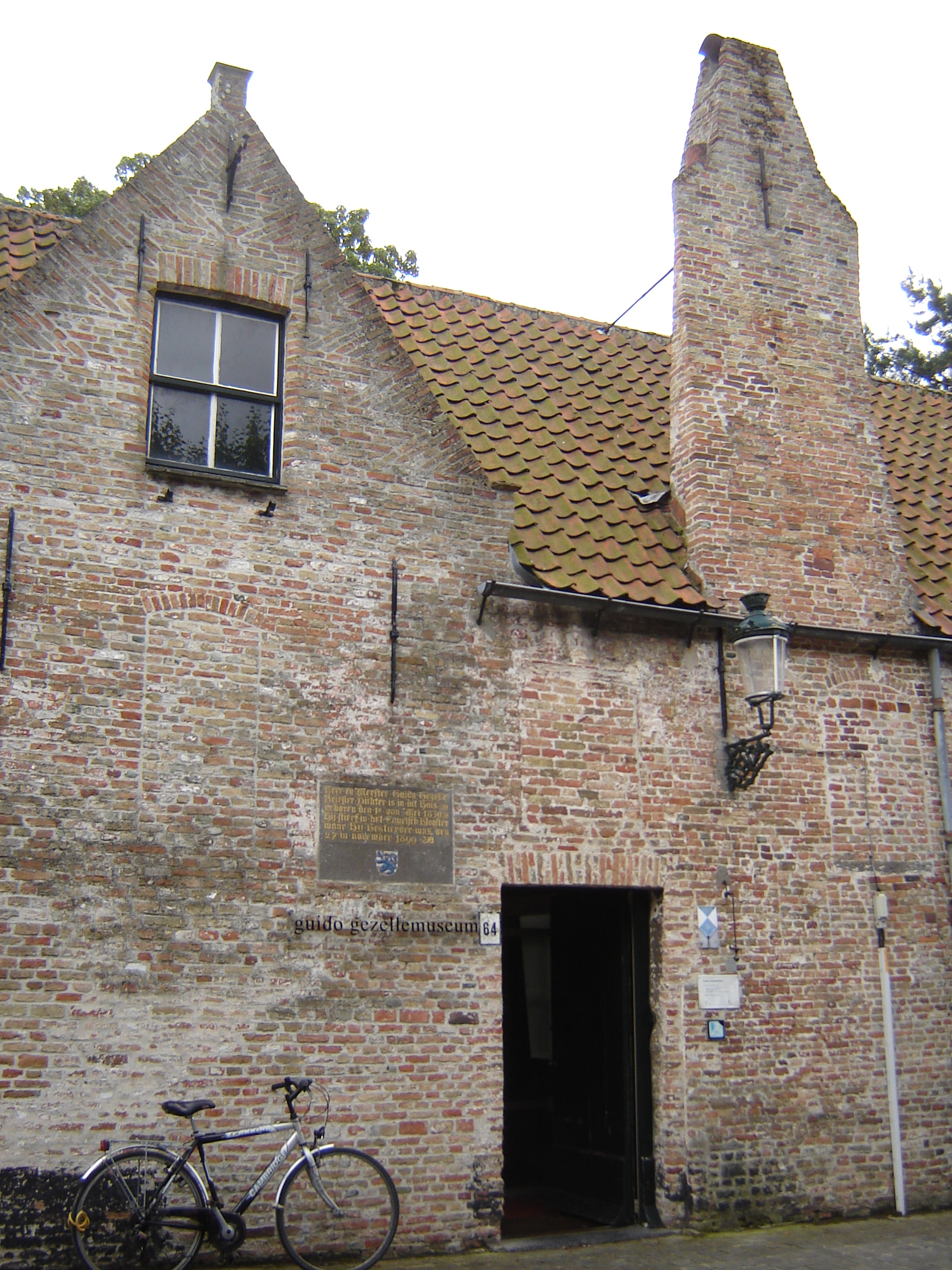
Het geboortehuis van Guido Gezelle aan de Rolweg te Brugge, nu het Gezellehuis

Gedurende de laatste paar jaar van zijn leven trok Gezelle zich steeds meer uit het openbare leven terug. Hij concentreerde zich onder meer op het werk van de 14e-eeuwse mysticus Jan van Ruusbroec. Geleidelijk aan namen zijn krachten af en het voltooien van een grote vertaalopdracht van een theologisch werk, waartoe hij van zijn bisschop de eervolle opdracht kreeg, vergde veel van hem.
Hij kreeg nog een aanstelling als geestelijk raadsman of 'rector' in het klooster van Engelse kanunnikessen in Brugge, dat hem terugbracht naar zijn geboorteplek. Hij accepteerde deze functie en verhuisde in april 1899 hierheen, ondanks zijn zwakke lichamelijke gezondheid. Hij nam weer een pastorale taak op als geestelijk raadsman van de kloosterzusters en als godsdienstleraar in hun meisjesschool. Hij ging in september nog een laatste maal op reis naar Engeland, als begeleider van zijn bisschop. Korte tijd later werd hij ziek.

### Overlijden en uitvaart

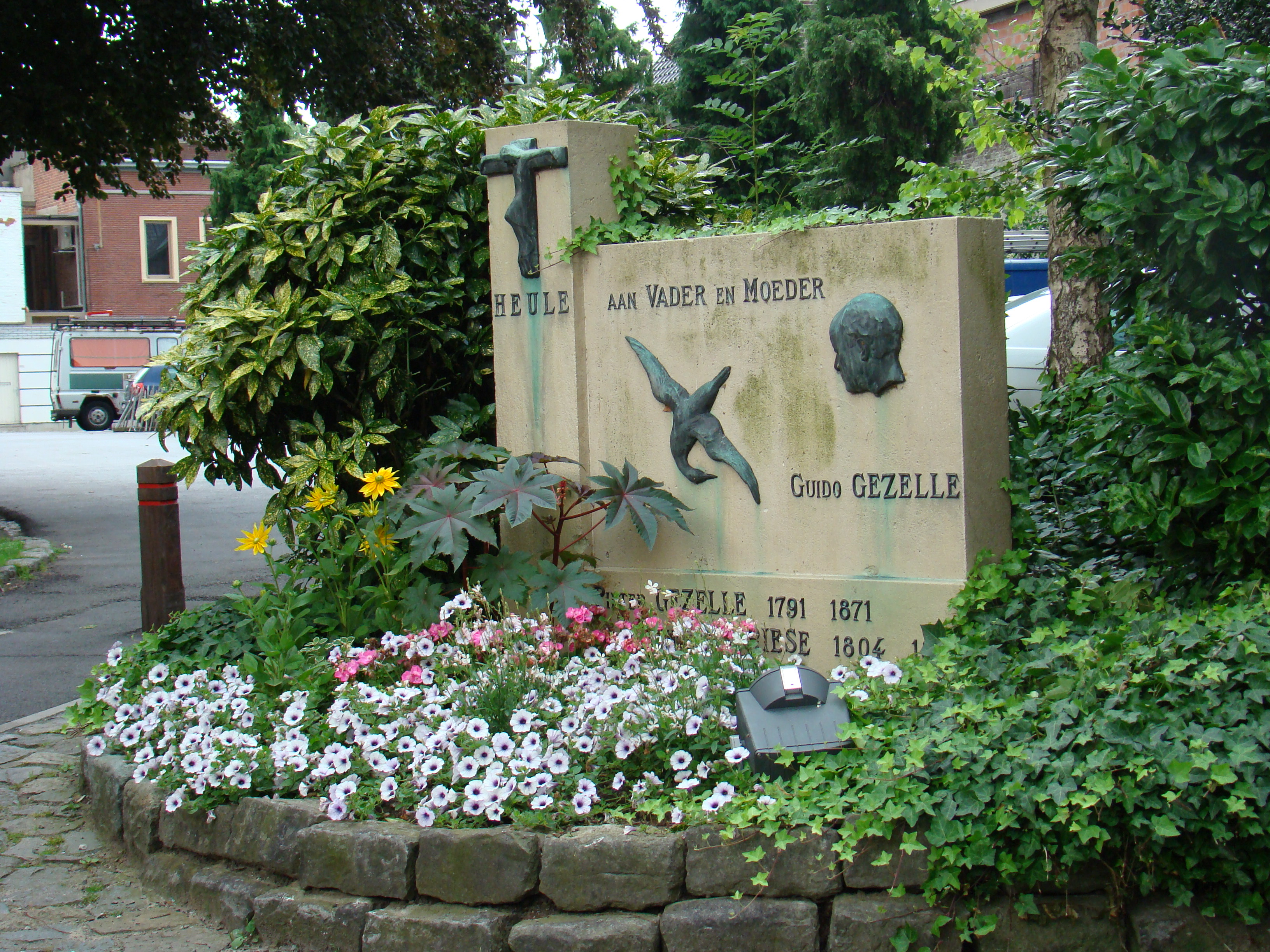
Gedenksteen van Guido Gezelle Aan vader en moeder in Heule (Kortrijk)

Gezelle overleed als gevolg van zijn ziekte in het klooster op 27 november 1899, 69 jaar oud. Tot enkele dagen voordien had hij nog gevolg gegeven aan de aanhoudende vragen voor gelegenheidsgedichten. Zijn laatste woorden werden opgetekend door zijn neef, de priester Caesar Gezelle, die bij zijn sterfbed aanwezig was:
" 'k Geloof dat ik altijd geleefd hebbe in eenvoud en oprechtheid des harten."
En: " 'k Hoorde zo geerne de veugelkens schufelen!"
De begrafenis van Gezelle vond plaats op vrijdag 1 december 1899. Aanvankelijk was de plechtigheid voorzien in de parochiekerk van Sint-Anna. Vanwege alle opschudding die Gezelles dood teweegbracht, verkoos men echter de Sint-Salvatorskathedraal. Het stadsbestuur regelde dat de lantaarns tijdens de begrafenis met zwart werden omfloerst. Ook werden overal de vlaggen halfstok gehangen. Een militair detachement vormde een erehaag. Colporteurs boden een inderhaast samengesteld boekje over Gezelle aan. In de kerk waren bijna alle bekende vertegenwoordigers van de Vlaamse literatuur aanwezig. De Belgische regering was vertegenwoordigd door minister Jules de Trooz. Druk bijgewoonde 'nadiensten' vonden plaats in Kortrijk (6 december), Brugge (Heilig Bloedbasiliek, 11 december), Tielt (17 december) en Leuven (18 januari).

### Postuum uitgegeven werk
Postuum werden in 1901 de eerste gedichten gepubliceerd die men na Gezelles overlijden nog vond. Deze bundel kreeg de naam Laatste verzen en bevat onder meer gedichten over Gezelles waarneming van de schoonheid van de Schepping, vormgegeven met de karakteristieke fijngevoeligheid en beeldende kracht van deze dichter. Hij werd geïnspireerd door zijn diepe ontroering en religieuze verwondering over de schoonheid in alles wat leeft, wat hij zag als eerbetoon aan God, die dat alles geschapen heeft. Die visie op het leven spreekt echter ook al in zijn vroegere gedichten.
In de latere uitgaven, zoals de Jubileumuitgave van de Verzamelde werken (1930-1939) en het Verzameld dichtwerk (1980-1991), werden nog eens honderden gedichten opgenomen die tijdens Gezelles leven ongepubliceerd waren gebleven en in de loop van de jaren waren bijeengebracht.

## Publicaties

### Door Gezelle of tijdens zijn leven
- De Belg in 1848, overdruk, Sint-Niklaas, 1848.
- Welkomwensch door het Broederschap van het Allerheiligste Sakrament, opgedragen aan den heer Boone (...) den 4 Januari 1855, plaket, Roeselare, Stock-Werbroeck en zoon, januari 1855.
- Eergedicht ter blijde geheugenis van de vijftigjarige jubelfeeste gevierd te Brugge den 25 Juni 1855 door den weledelen heer Philippe Verhulst (...), plaket, Brugge, De Schijver-Van Haecke, juni 1855.
- Boodschap van vogels en andere opgezette dieren (...), plaket, Roeselare, David Van Hee, 1855.
- Kerkhofblommen[a], plaket, Roeselare, Stock-Werbrouck, juni 1858 - tweede druk, Roeselare, D.Goethals-Priem, 1860 - derde druk, Leuven, Davidsfonds, Karel Peeters, 1876 - vierde druk, Leuven, Karel Fonteyn, 1878 - vijfde druk, Gent, Leliaert en Siffer, 1888 - zesde druk, Roeselare, Jules De Meester, 1892.
- Vlaamsche dichtoefeningen[b], dichtbundel, Roeselare, Stock-Werbrouck, juli 1858 - tweede druk, Leuven, Karel Fonteyn, 1878 - derde druk, Roeselare, Jules De Meester, 1892.
- Het kindeke van de dood[c], Rousselaere, David Vanhee, 1860.
- XXXIII Kleengedichtjes[d], Roeselare, Stock-Werbrouck, 1860 - tweede druk, Brugge, Aimé Dezuttere, 1872 - derde druk, als Driemaal XXXIII klengedichtjes, Roeselare, Jules De Meester, 1881.
- Alcuni poesi de poeti celeti, 1860.
- Gedichten, Gezangen en Gebeden, een schetsboek voor Vlaemsche studenten[e], dichtbundel, Brugge, Edw. Gailliard, 1862 - tweede druk, Leuven, Karel Fonteyn, 1879 - derde druk, Roeselare, Jules De Meester, 1893.
- De doolaards in Egypten[f], Brugge, A. De Zuttere, 1871. naar het Engelsch van J.M. Neale; bewerkt en vertaald door Guido Gezelle
- Van den kleenen hertog[g], Tielt, D. Minnaert, 1877.
- Liederen, eerdichten et reliqua[h], dichtbundel, en Driemaal XXXIII Kleengedichtjes, Leuven, Karel Fonteyn en Roeselare, J. De Meester, 1880 - tweede druk, Roeselare, Jules De Meester, 1893.
- Uitstap in de Warande[i], Roeslare, J. De Meester, 1892.
- Song of Hiawatha[j], Leuven, Davidsfonds, druk Kortrijk, Eugène Beyaert, 1886. Vertaling van: The song of Hiawatha van Henry Wadsworth Longfellow[3], oorspr. uitgave 1855.
- Tijdkrans[k], Roeselare, Jules De Meester, 1893.
- Hennen van Merchtenen's Cornicke van Brabant (1414); uitgegeven op last der Academie[l], Gent, Siffer, 1896.
- Rijmsnoer om en om het jaar[m], Roeselare, Jules De Meester, 1897.
- Goddelijke beschouwingen[n] (G. Waffelaert, uit het Latijn vertaald), Kortrijk, E. Beyaert, 1897.

### Latere publicaties
- Laatste verzen[o], postuum, Amsterdam, L. J. Veen, 1901.
- Guido Gezelle's dichtwerken, Amsterdam-Antwerpen, L. J. Veen, 1903-1913, 14 delen.
  - 1. Dichtoefeningen.[p]
  - 2. Kerkhofblommen.[q]
  - 3. Gedichten, gezangen, gebeden en kleengedichtjes.[r]
  - 4. Liederen, eerdichten et reliqua.[s]
  - 5-6. Tijdkrans.[t][u]
  - 7-8. Rijmsnoer.[v][w]
  - 9. Hiawadha's lied.[x]
  - 10. Laatste verzen.[y]
  - 11-14. Gelegenheidsgedichten.[z][aa][ab][ac] (1912-1913)
- Motto-album.[ad] Amsterdam, L.J. Veen, 1904.
- Loquela.[ae] Amsterdam, Veen, 1907. Tot woordenbook omgewerkte uitgave van het gelijkluidende taalkundig maandblad, 1881-1895 opgesteld door Guido Gezelle.
- Gezelle Brevier.[af] Amsterdam, Veen, 1914.
- Zantekoorn. Nagelaten voltooid- of onvoltooide rapelingen van Guido Gezelle's dichtveld.[ag] Amsterdam, U.M. Holland, 1923. Bijeengebracht door Caesar Gezelle.
- Vlaamsche volksvertelsels.[ah] Hilversum, Brand, 1926.
- De Jubileumuitgave van het volledige proza- en dichtwerk in 18 boekdelen, Antwerpen-Amsterdam, De Standaard Boekhandel, 1930-1939.

- Guido Gezelle's dichtwerken, editie Baur, Antwerpen-Brussel-Gent-Leuven, De Standaard Boekhandel, 1938
- Guido Gezelles Dichtwerken, dundrukuitgave, onder redactie van Frank Baur, Amsterdam, L. J. Veen, 1946.
- Rijmreken, Nageldeuntjes, Sparkelingen, enz, Amsterdam, L. J. Veen, 1950.
- 100 gedichten, ingeleid door Karel De Busschere, met een essay door Henriette Roland Holst - Van der Schalk, Brugge, uitg. Desclée de Brouwer, 1967.
- Poems - Gedichten, gedichten van Guido Gezelle, met vertaling in het Engels door Christine D'haen, Uitg. Colibrant, 1971.
- Volledige dichtwerken, editie De Busschere, Antwerpen-Utrecht, De Standaard Uitgeverij, 1971.
- Gezelles Cortracena door J. Boets, Antwerpen-Utrecht, De Nederlandsche Boekhandel, 1972.
- Gezelles Leermaren. Journalistiekwerk uit 1881, door J. Boets, Antwerpen-Utrecht, De Nederlandsche Boekhandel, 1975.
- Verzameld dichtwerk, editie Boets, Antwerpen-Amsterdam-Kapellen, De Nederlandsche Boekhandel - Pelckmans, 1980-1991, uitgave in 8 boekdelen.

- B. De Leeuw, P. De Wilde, K. Verbeke, onder leiding van A. Deprez (ed.), De briefwisseling van Guido Gezelle met de Engelsen 1854-1899, Gent, Koninklijke Academie voor Nederlandsche Taal- en Letterkunde, 1991, 3 delen.
- Spreuken en gezegden, samenstelling J. Boets, Antwerpen, Coda, 1993.
- Hoger dan de sterren, bloemlezing door Matthijs de Ridder, Polis, 2018.
- De kleine Gezelle. Gedichten, bloemlezing door Patrick Lateur, P, 2024.

## Briefwisseling
Gezelle ontving brieven die afkomstig waren van familie en vrienden, oud-leerlingen, letterkundigen, collega's en missionarissen van over de hele wereld. Hij bewaarde een zevenduizendtal ervan, die dateren uit de periode 1854 tot 1899. De meeste worden bewaard in het Guido Gezellearchief. Een aantal werden door Gezelle verknipt, zodat hij de achterkant kon gebruiken voor zijn poëzie of taalkundige notities. Vele werden (digitaal) gereconstrueerd.
Gezelle schreef dagelijks ook zelf brieven. Deze raakten verspreid en gingen vaak verloren. In het Guido Gezellearchief worden een zeshonderdtal brieven van Gezelle zelf bewaard. Meestal gaat het om brieven aan familieleden of nauwe vrienden.
De brievenwisseling van Gezelle geeft een inzicht in het leven en werk van de auteur, en is een bron voor de studie van het religieuze leven, het onderwijs, pers, taal- en volkskunde en de mentaliteit in de negentiende eeuw.
Het Guido Gezellegenootschap, het Guido Gezellearchief, het Centrum voor Gezellestudie (Universiteit Antwerpen) en Centrum voor Teksteditie en Bronnenstudie van de Koninklijke Academie voor Nederlandse Taal en Letteren startten in 2017 met de creatie van een digitale uitgave van Gezelles brieven. Eerst kwamen de brieven van de leraren van het Brugse Sint-Lodewijkscollege aan bod. In 2021 werd gestart met die van de leden van de Koninklijke Vlaamse Academie voor Taal- en Letterkunde. In het najaar van 2022 werd gestart met een project dat zich richt op Gezelles correspondentie met een tweehonderdtal vrouwen.

## Gezelles invloed en nawerking

### Inspiratie
Gezelle beschikte over een ongebreidelde inspiratie die hij zowel in zijn gedichten als in zijn proza de vrije loop liet.
- Over de jaren heen is het leven en werk van Gezelle het voorwerp geworden van talrijke studies door wetenschappers, academici, filologen, dichters, psychologen, romanciers enz.
- Vele andere dichters hebben inspiratie geput uit de bronnen die Gezelle voor hen aanboorde in de taal, zoals Felix Timmermans al in december 1908 in de Dietsche Warande & Belfort schreef:

'Voor Guido Gezelle
Zooals een koning zijt gij langs het land gegaan,
gekroond met 't blauw der lucht, gemanteld met het groen
der boomen en beladen met het lied der vooglen,
- omwierookt van den geur der nooit getelde bloemen.
Beglansd van zon en maneschijn en sterrenlicht,
die aureolen kringden rond uw peinzend hoofd.
- Bemind van al wat roert in kruid en lucht en water...
En in die weelde droegt ge uw koningsstaf, uw ziele,
het beeld van God, den Schepper van uw rijk, zoo vroom
en heerlik dat ge een bloem in 's Heeren handen wierd !

### Leerlingen van Guido Gezelle
Tot de kring van leerlingen van Guido Gezelle, die hem onder meer op het literaire pad volgden, worden gerekend: Hugo Verriest, Gustaaf Verriest, Karel de Gheldere, Karel Callebert, Hendrik Karel Van Doorne en Eugeen van Oye.

## Onderscheidingen

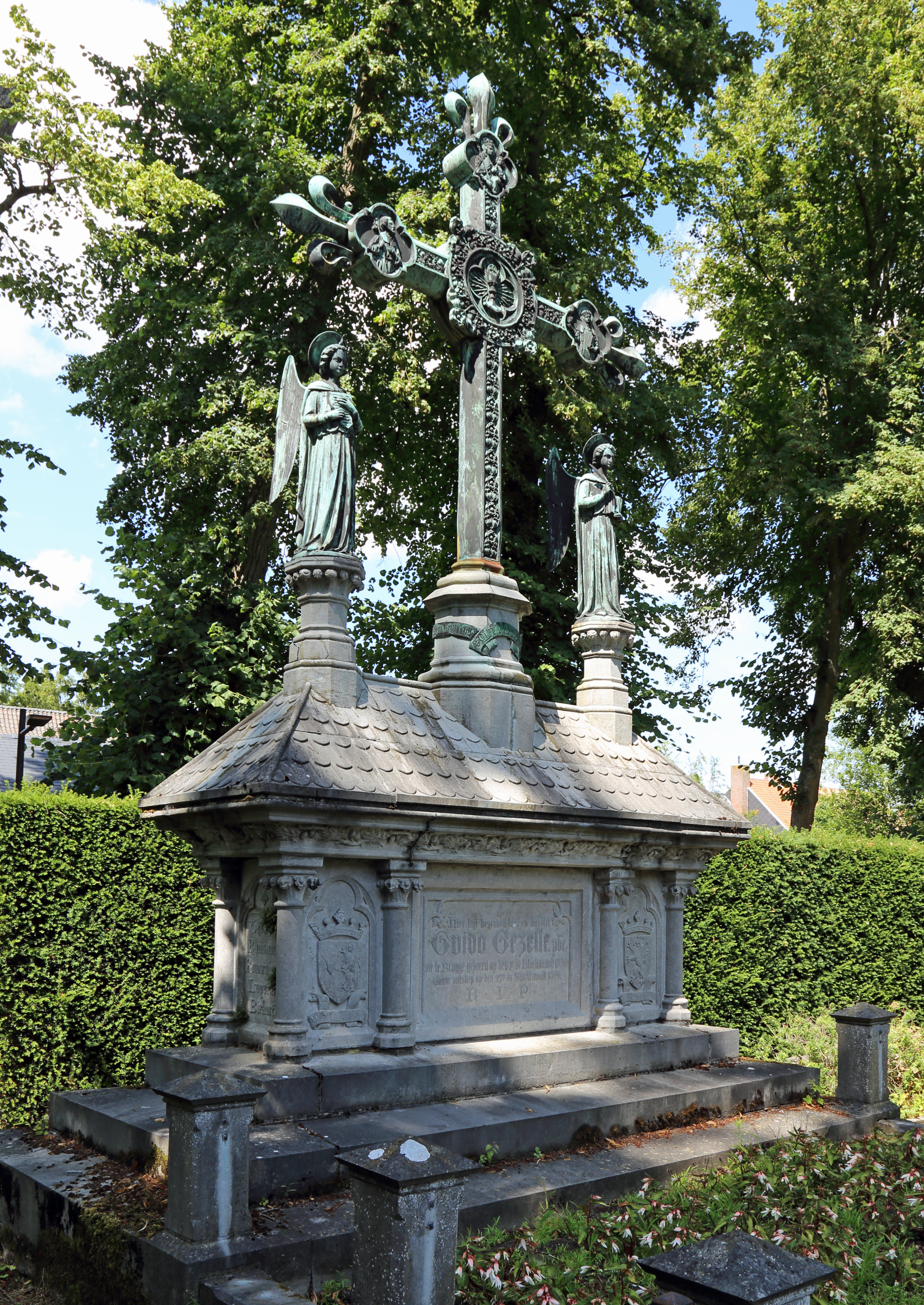
Grafmonument op de Centrale Begraafplaats van Brugge

- 20 september 1859: erekanunnik van Jeruzalem.
- 1886: lid van de Koninklijke Vlaamse Academie voor Taal- en Letterkunde.
- 1887: eredoctoraat KUL.
- 1888: Pro Ecclesia et Pontifice
- 1889: Ridder in de Leopoldsorde

Naar aanleiding van de herdenking van het honderdjarig overlijden van Guido Gezelle in 1999, organiseerde beeldend kunstenaar Guy Bleus, in opdracht van het stadsbestuur van Brugge, een 'mail art project' van visuele poëzie waarbij 350 kunstenaars uit 39 landen hun artistieke visies gaven op het werk van Gezelle. De tentoonstelling was te zien in de historische stadshallen van Brugge.

## Gedenktekens
- Het grafmonument[9] op het Brugs Kerkhof, Kerkhofblommenstraat te Assebroek, kwam in 1906 tot stand door bemiddeling van het Davidsfonds en na een openbare geldinzameling.
- Het geboortehuis aan de Rolweg in Brugge, werd in 1924 aangekocht door de stad Brugge en in 1926 geopend als Gezellemuseum. In 2020 werd de doelstelling van het museum gewijzigd onder de naam Gezellehuis.

## Foto's en schilderijen

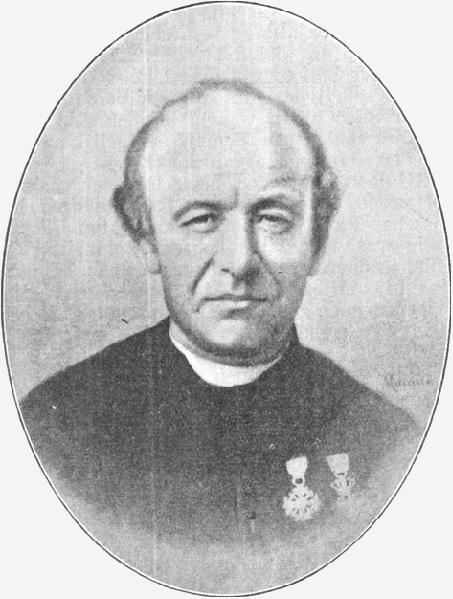
Reproductie op het bidprentje van Guido Gezelle (november 1899). Het is gebaseerd op een foto uit maart 1889 door Gustave Macaire van een portrettekening in houtskool. Deze portrettekening werd in maart 1889 door Hetu Macaire vervaardigd. De gelijkenis met het portretschilderij door Hubert Bogaerts rechtsonder is treffend.

### Foto's
- Een zwart-witfoto (Gezelle met de fijne ketting aan de pij) uit mei 1882, genomen door een vertrouwde vriend van Guido Gezelle, de fotograaf (en portretschilder-beeldhouwer) Edward De Jonghe-Rypens.[10] ‘Gezellekroniek’, 1965, blz. 105, 3de alinea, stelt duidelijk wie de auteur is van deze foto; 'De foto, waarvan hier sprake, is afkomstig van een beroepsfotograaf uit Izegem. ..... Nadien werd er bijgeschreven: "Dees portret is getrokken t' Iseghem in Mei 1882 door Edw. De Jonghe-Rypens en ook door denzelfden naderhand in olieverf geschilderd. Ondertekend: L. Slosse".[11] De Jonghe-Rypens maakte rond 1890 op basis van de foto die hij in 1882 zelf genomen had een van zijn twee olieverfschilderijen die Guido Gezelle voorstellen, nl. het schilderij met de fijne ketting en met het kruis Ridder in de Leopoldsorde. Het schilderij is eigendom van de familie Van Caloen en bevindt zich in het Kasteel van Loppem,[12] waar Guido Gezelle een tijd vriend aan huis was.
- Een tweede zwart-witfoto (129 × 86, Gezelle met fijne ketting aan de pij, zittend en met zijn linkerarm rustend op een tafel), vermoedelijk ook uit mei 1882, werd eveneens door Edward De Jonghe-Rypens genomen.[13] Op basis van deze foto vervaardigde De Jonghe-Rypens zijn tweede schilderij, waarop Guido Gezelle te zien is met een oud, opgerold perkament in zijn linkerhand.[14]
- Een sepiagekleurde foto uit maart 1889, genomen door de bekende Kortrijkse fotograaf Gustave Macaire (Huis of Maison Macaire), van een (vermoedelijk verloren gegane) portrettekening van Guido Gezelle in houtskool.[15][16] Deze portrettekening werd vervaardigd door Hetu Macaire, de echtgenote van Gustave Macaire en de dame die door Caesar Gezelle (de neef van Guido Gezelle) 'de portretteekenaarster' genoemd wordt.[17] Hetu Macaire bezocht Guido Gezelle in maart 1889 om een portret van hem te maken, waarschijnlijk omdat hij in het begin van dezelfde maand zijn tweede erekruis gekregen had. Gezelle verkreeg zijn pauselijke onderscheiding in 1888 en zijn kruis Ridder in de Leopoldsorde op 6 maart 1889. Het portret werd tussen 6 en 31 maart 1889 vervaardigd in houtskool en werd mede gebaseerd op de foto die in mei 1882 door Edward De Jonghe-Rypens van Guido Gezelle genomen werd.[18] Toen het houtskoolportret voltooid was, werd het als geschenk in een 'pronkraam' (een luxueuze omlijsting) aan Gezelle aangeboden. Gezelle, die als een bescheiden persoon bekend stond, reageerde verbolgen omdat zijn twee erekruisen ongevraagd door Hetu Macaire op het portret aangebracht werden en weigerde het geschenk.[19][20] Alvorens het houtskoolportret naar Gezelle gebracht werd, werd het door Gustave Macaire gefotografeerd.[21] In een brief van 14 mei 1889 keurt Kanunnik Ernest Rembry de radicale maatregel goed die Gezelle tegen het Maison Macaire genomen heeft, nl. verbod om de beruchte foto van het houtskoolportret met de twee erekruisen te verspreiden, hetgeen evenwel niet kon verhinderd worden.[16] De foto werd gebruikt om reproducties te maken, onder meer de 1.500 bidprentjes van Guido Gezelle (november 1899)[22], de kaarten voor de inhuldiging van Gezelle's borstbeeld te Kortrijk op 20/04/1903 en postkaarten. De foto werd ook gebruikt in het tijdschrift De Vlaamsche Vlagge.

### Schilderijen

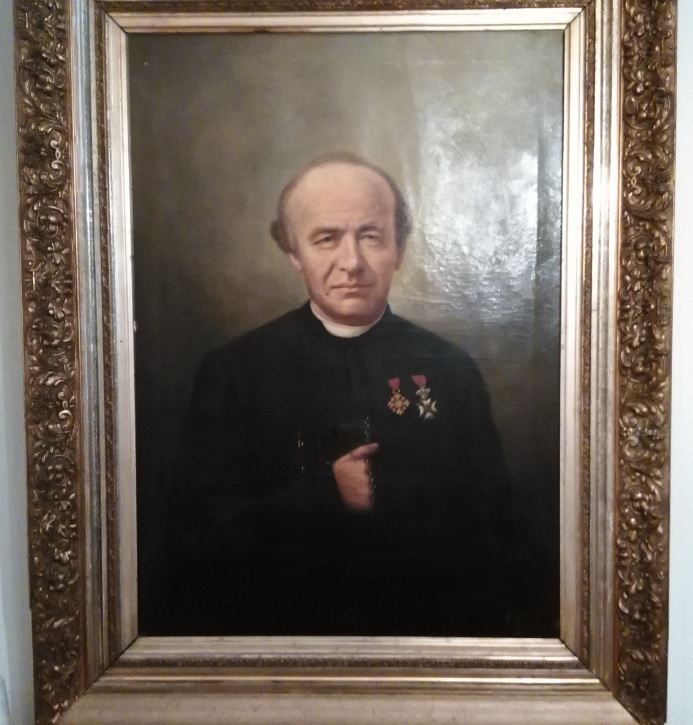
Schilderij dat Guido Gezelle voorstelt, met zijn eretekens. Het werd vervaardigd door het atelier van Hubertus Alouisius Henricus Maria Bogaerts (Hubert Bogaerts) in Brussel (Société Belge des Portraits Bogaerts) in 1902 en werd rechtsonder gesigneerd met Bogaerts Bruxelles. De gelijkenis met de foto van Gustave Macaire linksboven is treffend.

- Twee schilderijen door Edward De Jonghe-Rypens, vervaardigd rond 1890; 1) Guido Gezelle met fijne ketting en kruis van Ridder in de Leopoldsorde, eigendom van het Kasteel van Loppem.[12] Dit schilderij (72 cm op 53,5 cm) vertoont een zeer grote gelijkenis met de foto die in mei 1882 door Edward De Jonghe-Rypens van Guido Gezelle genomen werd. 2) Guido Gezelle met een oud, opgerold perkament in zijn linkerhand, in privébezit in Rekkem (80 cm op 60 cm).[14]
- Schilderij door Hendrik De Pondt (1842-1897), vervaardigd in 1894. Het bevindt zich in het Engels Klooster in Brugge: Guido Gezelle aan zijn schrijftafel met zijn schrijfveer in de rechterhand, terwijl hij in zijn linkerhand een schrift houdt.
- Een schilderij in olieverf dat Guido Gezelle voorstelt met zijn pauselijke onderscheiding Pro Ecclesia et Pontifice en zijn kruis Ridder in de Leopoldsorde, vervaardigd door het atelier van Hubertus Aloijsius Henricus Maria Bogaerts (Hubert Bogaerts) in Brussel (Société Belge des Portraits Bogaerts) in 1902[23] (110 cm op 85 cm). Het werd vervaardigd volgens een van de twee reproductietechnieken Peinture Bogaerts. Rechts onderaan is het schilderij voorzien van het signatuur 'Bogaerts Bruxelles' in roodbruine letters. De opdrachtgever was Jan Tremmery (Kortrijk, 28 augustus 1855 – Kortrijk, 24 april 1927), een bekende figuur uit Kortrijk, die Guido Gezelle persoonlijk kende. Het schilderij werd in 1902 op basis van een foto van een houtskooltekening uit 1889 gemaakt. De gelijkenis tussen deze foto uit 1889, genomen door de fotograaf Gustave Macaire uit Kortrijk, en het bidprentje van Guido Gezelle uit november 1899 en het olieverfschilderij door Bogaerts is treffend. Dit is een uniek en merkwaardig schilderij. Het is identiek aan de foto van de houtskooltekening (en dus aan de houtskooltekening zelf) tot net onder de eretekens. Het verschilt van deze foto door de robuuste ketting (op de foto van de houtskooltekening is geen ketting te zien), doordat er veel meer van het lichaam te zien is en door de houding van de rechterarm waarvan de hand zich met de vingers in de gedeeltelijk geopende soutane bevindt.
- Schilderij door Hendrik De Graer (1856-1915), vervaardigd in 1905. Het bevindt zich in het Gezellehuis in Brugge. Guido Gezelle aan zijn schrijftafel met zijn brevier in de linkerhand.

## Wetenswaardigheden
- De Nederlandse schrijver Antoon Coolen gaf aan zijn tweede zoon, geboren in 1932, de voornaam Guido in herinnering aan zijn voorbeeld, Guido Gezelle.
- Guido Gezelle las en sprak ten minste 15 talen.[24] Hij was, zoals zijn correspondentie aantoont, even vloeiend in het Frans en het Engels als in het Nederlands. Hij schreef ook, op een hoog niveau, gedichten in andere talen. Men heeft er bewaard: 48 in het Frans, 5 in het Engels, 1 in het Duits, 1 in het Italiaans en 1 in het Latijn. Hij was ook een vlotte vertaler naar het Nederlands, uit het Engels (Hyawatha's Song), het Frans (gedichten, aria's uit opera's) en het Latijn (de 'meditationes' van bisschop Waffelaert).
- Antisemitisme kwam, zoals zowat overal in 'weldenkende' middens, ook voor in de kring rond Gezelle. Verhalen over hostieontwijding werden bijvoorbeeld in Rond den Heerd opgenomen.[25]

### Boeken
- Seraphijn Dequidt ... et al., Guido Gezelle. Zijn leven en zijne werken[ai], Amsterdam, Veen, 1900.
- Gustaaf Verriest, Beeld, woord en dicht bij Gezelle, Gent, 1900.
- kan. Henri Rommel, Un poète-prêtre. Guido Gezelle, sa vie et ses travaux, Brugge, L. De Plancke, 1900.
- Karel De Flou, Guido Gezelle, levensbericht, Gent, 1901.
- Lodewijk Scharpé, Gezelle als spoker, Antwerpen, 1904.
- Henriëtte Kuyper, In het land van Guido Gezelle[aj], Zwolle, 1913.
- Caesar Gezelle, Guido Gezelle 1830-1899[ak], Amsterdam, 1918.
- Aloïs Walgrave, Het leven van Guido Gezelle, Vlaamschen priester en dichter[al], 2 delen, Amsterdam, 1923-1924.
- Caesar Gezelle, Keurgedichten van Guido Gezelle, verklaard en toegelicht[am][an], 2 delen, Amsterdam, 1924.
- Caesar Gezelle, Uit 't land en 't leven van Guido Gezelle, Amsterdam, 1927.
- Frank Baur, Uit Gezelle's leven en werk, Brugge, 1930.
- Bernard Verhoeven, Guido Gezelle. Vader van het nieuwe Vlaanderen bij de eeuwherdenking van zijn geboorte. 1830-1930[ao], Antwerpen, 1930.
- René van Sint-Jan, Het West-Vlaamsch van Guido Gezelle, Antwerpen, 1930.
- Henriette Roland Holst-van der Schalk, Guido Gezelle[ap], Amsterdam, 1931.
- Hermine J. Van Nuis, Guido Gezelle, New York, 1941.
- Urbain Van de Voorde, Gezelles eros of, de leeraarstijd te Roeselare, Antwerpen, 1943.
- Jos Van Dijck, De andere Gezelle, Antwerpen, 1950.
- Henri Bruning, Guido Gezelle de andere, Den Haag, 1954.
- René van Sint-Jan, Guido Gezelles avonturen in de journalistiek, Tielt/ Den Haag, Lannoo, 1954.
- Anton van Duinkerken, Guido Gezelle, Brussel, 1958.
- Jan Westenbroek, Van het leven naar het boek, Kapellen, 1967.
- Bernard Van Vlierden, Guido Gezelle tegenover het dichterschap, Kapellen, 1967.
- René Felix Lissens, Gezelles briefwisseling, Antwerpen, 1970.
- Karel De Busschere, Guido Gezelle. Volledige dichtwerken, Antwerpen/Utrecht, 1971.
- Jozef Boets, Gezelles Cortracena, Antwerpen/Utrecht, 1972.
- Robert Lagrain, De moeder van Guido Gezelle, Tielt, 1975.
- Emiel Janssens, Gezelles wonderjaar 1858, Antwerpen, 1976.
- Albert Westerlinck, De innerlijke wereld van Guido Gezelle, Nijmegen/Brugge, 1977.
- Karel De Busschere, Guido Gezelle, lyriek der stille wateren, VWS-cahiers nr. 69, 1977.
- Jozef Boets, Gezelles zelfstandige publicaties, Antwerpen, 1979.
- Piet Couttenier, Guido Gezelles populaire poëzie, een literatuur-sociologisch onderzoek, 1979.
- Stijn Streuvels, Kroniek van de familie Gezelle, Brugge, 1980.
- Willy Muylaert, Guido Gezelle en Brugge. Het thema van de stad in zijn dichterlijk oeuvre, Brugge, 1980.
- Karel De Busschere, Guido Gezelle, Brugge-Nijmegen, 1980.
- Albert Westerlinck, De oude taaltovenaar Guido Gezelle, Beveren-Nijmegen, 1981.
- Jan Geens, Guido Gezelle en 't Jaer 30, Leuven, 1983.
- Robert Lagrain, Gezelles godsdienstlessen in het Engels klooster, Brugge, 1983.
- Piet Thomas, Bidden met Guido Gezelle, Tielt-Roeselare, 1985.
- W. Depoortere, Gezelles lidmaatschap van de Koninklijke Vlaamse Academie voor Taal- en Letterkunde 1886-1899, Gent, 1985.
- Jozef Boets: Gij ..., met uw zwart habijt en uwen bek van goud. Spreuken, gezegden en korte verzen, Kapellen, De Nederlandsche Boekhandel, 1986.
- Piet Couttenier, En stoort de stilte niet, Leuven, Davidsfonds, 1987.
- Christine D'haen, De wonde in 't hert. Guido Gezelle, een dichtersbiografie, Tielt, 1987.
- Willy Dezutter, Jozef Boets, Christine D'haen, Piet Couttenier, Gezelle in origineel, Brugge, Die Keure, 1990.
- Freddy Van Daele, Guido Gezelle en het Davidsfonds Brugge, in: 115 jaar Davidsfonds Brugge, Brugge, 1990.
- Michel van der Plas: Mijnheer Gezelle. Biografie van een priester-dichter (1830-1899), Tielt/ Baarn, Lannoo/ Anthos, 1990.
- Paul Claes, Gezelle gelezen, Leiden, Dimensie, 1993.
- Johan Van Iseghem, Guido Gezelles 'Vlaemsche Dichtoefeningen' (1858). Een benadering van de dichter en het werk. Gent: Koninklijke Academie voor Nederlandse Taal- en Letterkunde, 1993.
- Johan Van Iseghem, Kroniek van de jonge Gezelle 1854-1858, Tielt, 1993. ISBN 9789020922998
- An de Vos, Gezelles ‘Gouden Eeuw’. De Zuidnederlandse zeventiende-eeuwse literatuur in het werk van Guido Gezelle, Antwerpse studies over Nederlandse literatuurgeschiedenis 1. Leuven, Peeters, 1997, ISBN 978-9068318777.
- Johan Van Iseghem, Guido Gezelle als humorist, 1999.
- Johan Van Iseghem, e.a., Guido Gezelle. Tien reken en een toovertik, 1999.
- Julien Vermeulen, Guido Gezelle, dichte buur en goede vriend, Kortrijk, 1999.
- M. De Schepper & L. Fonteyne, Gezelle beschreven, 1899-1999: selectieve bibliografie van een eeuw Gezellestudie, Gent, Koninklijke Academie voor Nederlandse Taal- en Letterkunde, 2000. Het boek bevatte de verwijzing naar 2.682 boeken en artikels gewijd aan Gezelle.
- Nienke Bakker, Guido Gezelle: opbouw en analyse van zijn Bastaardwoordenboek, Gent, Koninklijke Academie voor Nederlandse Taal- en Letterkunde, 2000.
- Johan Van Iseghem: Gezelle vertaald. Een meertalige bloemlezing. Kapellen, Pelckmans, 2003. Een selectie van gedichten met telkens een Franse, Duitse, Engelse en/of Latijnse vertaling. Het woord vooraf bevat een kort overzicht van Gezelles evolutie.
- Jan Pauwels, Meer dan een modekoorts. Guido Gezelle en zijn postume uitgever Lambertus Jacobus Veen, 1901-1919, Leuven, Peeters, 2005.
- Jan Verdonck, Gezelle herlezen, Guido Gezellekring 2011.
- Bertrand Denys, Gezelle Journalist, Guido Gezellekring 2013.
- Julien Vermeulen, Guido Gezelle, een vakman in de Kortrijkse binnenstad, Loppem, Guido Gezellekring, 2015.
- Jan Verdonck, Dichter van de zon, Guido Gezellekring 2016.
- Arnold Strobbe, Hendrik Van Doorne – Een leven in en uit de schaduw van Gezelle, Guido Gezellekring 2017.
- Bart Vandekerkhove en Marec,  Niet ver van myne deur, heb ik een raren gebeur... Gezelle in 170 raadsels, Guido Gezellekring 2018.
- Paul Thoen, De ‘waterspegel’ in Gezelles gedichten, Guido Gezellekring 2019
- Julien Vermeulen, Guido Gezelle in context: taal, macht en identiteit, Loppem, Guido Gezellekring, 2021.

### Artikels
- Bernard Verhoeven, Guido Gezelle, De middelpuntzoekende kracht, in: Dietsche Warande en Belfort, 1930.
- Bernard Verhoeven, Het waagstuk der Waarachtigheid, in: Gezellenummer Dietsche Warande en Belfort, 1949.
- Antoon Viaene, Gezelle en het Engels College, in: Biekorf, 1950.
- Antoon Viaene, De verwijdering van Gezelle uit Brugge, 1872, in: Biekorf, 1960.
- Jozef Geldhof, Guido Gezelle te Kortrijk, in: Biekorf, 1962.
- Luc Schepens, Guido Gezelle en de familie Smith, Brugge 1872 - Kortrijk 1873, in: Gezellekroniek, 1970.
- A. Demeulemeester, Notities bij een vriendschap. Gezelle en Jozef van Caloen, in: Biekorf, 1972.
- Fernand Bonneure, Guido Gezelle, in: Brugge Beschreven. Hoe een stad in teksten verschijnt, Brussel, Elsevier, 1984.
- Fernand Bonneure, Guido Gezelle, in: Lexicon van West-Vlaamse schrijvers, Deel I, Torhout, 1984.
- Christine D'haen, Lucyweguelin, Mrs Smith, in: Gezelliana, 1991.
- Piet Couttenier, Guido Gezelle, in: Nieuwe encyclopedie van de Vlaamse Beweging, Tielt, 1998.
- Ludo Vandamme (dir.), Reizen in den geest. De boekenwereld van Guido Gezelle, 1999.
  - An De Vos, De bibliotheek van Guido Gezelle in het Gezellearchief te Brugge.
  - Andries Van den Abeele, Drukkers en uitgevers rond Guido Gezelle.
  - Luc Vints, "Komt en haalt ons, wij zijn met te velen die hier verlangende staan". De Belgische katholieke missiebeweging in de negentiende eeuw ten tijde van Gezelle.
- Opstellen omtrent Guido Gezelle 1899-1999, Speciaal nummer van Biekorf jaargang 99 (1999), p. 305-488.[26]
  - J. Huyghebaert, Gezelle illustreert en improviseert Rond den Heerd
  - J. J. M. Westenbroek, Gezelles gedicht "Brief".
  - D. Geirnaert & R. Tempelaars, Negentien Leidse Gezellebrieven.
  - Romain Van Landschoot, Hugo Verriest, Henri Rommel, De Nieuwe Tijd en de dood van Gezelle.
  - Lori Van Biervliet, Ontstaansgeschiedenis van het Gezellemuseum 1926-1950.
  - P. Couttenier, De Gezellestudie in het Antwerps Centrum Nederlandse Litteratuurgeschiedenis.
  - C. Devyt, Gezelles dood in Biekorf.
- G. Gheysen, Aan tafel met Gezelle, in: Biekorf, 2002 & 2003.
- E. van Boven & M. Kemperink, Literatuur van de moderne tijd: Nederlandse en Vlaamse letterkunde in de 19e en 20e eeuw, Uitgeverij Coutinho, 2006.
- Jozef Huyghebaert, Drom en deun in Gezelles Nachtegaalgedicht, in: Biekorf, 2006.
- Jan Westenbroek, Gezelles "Goddelijke Beschouwingen", in: Biekorf, 2007.
- Jan Westenbroek, Het belang van Ruusbroeks werk voor Gezelle en Mgr. Waffelaerft, in: Biekorf, 2007.
- Els Depuydt, "Een slechten, schier hollandschen peter". Aanvullingen bij het conflict Guido Gezelle - Frans De Potter (1888), in: Biekorf, 2008.
- Fernand Bonneure, Gezelle terminaal ?, in: Brugge die Scone, 2010.
- [Guido Gezelle], La Fleur. Vingt-sept poèmes traduits du flamand par Paul Claes, Antwerpen, Via Libra 2011.
- Daniël Hoflack, Uit Argentinië. Brieven van August Hoflack aan Guido Gezelle, in: Biekorf, 2011.
- Luc Decorte, Gezelle herlezen, in: Brugge die Scone, 2012.
- Els Depuydt, Guido Gezelle en de duivensport: bij een ongekende brief aan Sylvain Wittouck (1890), in: Biekorf, 2014.
- Karel Platteau, Guido Gezelle en zijn privélessen Deens, in: Biekorf, 2014.
- Marc Carlier, Guido Gezelle en de laatste rederijkerswedstrijd in Heule in 1870, in: Biekorf, 2019.
- Els Depuydt, Guido Gezelle en Lady Smith: nieuwe vondsten en feiten, in: Biekorf, 2019.
- Johan Van Iseghem, De dichter online. Nieuwe website over Guido Gezelle, in: Handelingen van het genootschap voor geschiedenis te Brugge, 2020.
- Marc Carlier, Eerste vijfhonderd Gezellebrieven online raadpleegbaar, in: Biekorf, 2021.
- Els Depuydt, Naar een Gezelle van deze eeuw. Een dichter in de Brugse erfgoedbibliotheek, in: Koorts, erfgoedmagazine van Kadoc, 2021.
- Stefan Vankerkhoven, Brugse bib zet duizendste brief van priester-dichter Guido Gezelle online, in: Brugsch Handelsblad, 3 februari 2022.
- Els Depuydt, Journalist Guido Gezelle en de brochure Ul:Spegel, in: Biekorf, 2022.
- Jean Van Cleven, Een koninklijke vaas voor de Gezellebloem, in: Biekorf, 2022.
- Ana Van Liedekerke, Verrijzenis van Guido Gezelle. Eschatologie in Gezelles' Laatste Verzen, in: Streven, november 2022.
- Andries Van den Abeele, De eerste Gezelleherdenking in Brugge, 1924, in: Biekorf, 2023.
- Andries Van den Abeele, De boekentrommel van Guido Gezelle, in: Biekorf, 2023.

## Tijdschriften gewijd aan Guido Gezelle
- Gezellekroniek, bijdragen en mededelingen van het Guido Gezellegenootschap. Kapellen, Guido Gezellegenootschap, 1963-1987, 18dln.
- Gezelliana, mededelingen van het Centrum voor Gezellestudie bij de Universitaire Faculteiten Sint-Ignatius, Antwerpen, Centrum voor Gezellestudie, 1970-1986.
- Gezelliana, kroniek van de Gezellestudie, Antwerpen, Centrum voor Gezellestudie, 1989-2014.
- Rijmtijd, tijdschrift voor liefhebbers van de poëzie van Guido Gezelle, uitgegeven door de Guido Gezellekring.

### Speciale nummers
- Guido Gezellenummer, De Rotterdammer, 1930.
- Guido Gezellenummer, Dietsche Warande en Belfort, 1949.
- Guido Gezellenummer, De Spectator, 1949.
- Gedenkboek Guido Gezelle, De Leiegouw, 1972.
- Guido Gezellenummer, Dietsche Warande en Belfort, 1980.
- Guido Gezellenummer, Biekorf, 1980.
- Guido Gezellenummer, Biekorf, 1999.
- Guido Gezellenummer, Biekorf, 2024.

## Voetnoten
1. ↑   Antoon VIAENE, De doopnaam van Guido Gezelle, in: Biekorf, 1955, blz. 13-19 - Baudouin JANSSENS DE BISTHOVEN, Gezelle's doopnaam, in: Biekorf, 1955, blz. 38 - Albert DE SCHIETERE DE LOPHEM, De doopnaam van Guido Gezelle, in: Biekorf, 1955, blz. 85-88.
2. ↑   Over Sint Wijde, in: Rond den Heerd, Jaargang 1, blz. 320, 1866.
3. ↑  Song of Hiawatha. Gearchiveerd op 1 juni 2023.
4. ↑  Brievennetwerk | Gezelle bleef voortdurend in contact met zijn netwerk via duizenden brieven. gezelle.be. Gearchiveerd op 31 maart 2023.
5. ↑  Gezelles brieven. gezelle.be. Gearchiveerd op 16 juni 2023.
6. ↑  "Het project", gezelle.be. Gearchiveerd op 26 mei 2023.
7. ↑  Vrouwen van papier. gezelle.be.
8. ↑  Guy Bleus, 1899 Gezelle 1999, poesia visiva - net poetry, cd-rom, Cultuurcentrum, Brugge, 1999.
9. ↑  locatie grafmonument op kaart
10. ↑  Nvdr; 'Fotograaf Leopold Slosse' moet zijn 'Fotograaf Edward De Jonghe-Rypens.
11. ↑  De identiteit van de auteur van deze foto wordt bevestigd in het tijdschrift 'Biekorf' (1992) [p. 382] door het onderschrift onder de foto van Gezelle met fijne ketting aan de pij: 'Foto E. De Jonghe - Izegem (1882) Gkr. 3 (1965) 96-97 en G.G. in West-Vl. (1980) 41 (nr. 46).' Bron: Bibliotheek voor de Nederlandse Letteren Gearchiveerd op 12 januari 2023.
12. 1 2  Bron: ‘Het kasteel van Loppem’, 2001. Van Caloen, V., van Cleven, J.F., Braet, J. Stichting Kunstboek. Blz. 53, onderschrift foto; ‘Geschilderd portret van Guido Gezelle, van de hand van de Antwerpse schilder De Jonghe. Niet gesigneerd en zonder datering, maar zeker na 1889 wegens de decoratie (Leopoldsorde) die Gezelle draagt. Olieverf op doek, 53.5 × 72 cm’. Nvdr: 'Antwerpse' moet 'Izegemse' zijn.
13. ↑  [p. 387], foto -6-, met onderschrift 'Foto E. De Jonghe (1882?) C. Gezelle (1918) 176-177 G.G. in West-Vl. 51 Chr. D'haen, De Wonde in 't hert (1980) 54 (ex. van M. Catte(e)uw.)' op Digitale Bibliotheek voor de Nederlandse Letteren Gearchiveerd op 12 januari 2023.
14. 1 2  [p. 385], foto -4-, met onderschrift 'Geschilderd portret E. De Jonghe G.G. in West-Vl., 50 (nr. 58) Gkr. 3, 106, op Digitale Bibliotheek voor de Nederlandse Letteren Gearchiveerd op 12 januari 2023.
15. ↑  Foto | Guido Gezelle met eretekens.. anet.be.
16. 1 2  'Gezellekroniek', jaargang 11, 1976, [p. 75], 1ste alinea; Digitale Bibliotheek voor de Nederlandse Letteren Gearchiveerd op 12 januari 2023.
17. ↑  Caesar Gezelle in 'Gezellekroniek', 1965, archivalia, blz. 106-107.
18. ↑  'Gezellekroniek', 1965, archivalia, blz. 107, 3de alinea.
19. ↑  Volgens Caesar Gezelle in 'Gezellekroniek', 1965, archivalia, blz. 106-107.
20. ↑  Er bestaat een brief (in het Frans) dd. 31 maart 1889 met verontschuldigingen van Hetu Macaire (echtgenote van Gustave Macaire) aan Guido Gezelle; 'Mon Cher Poète, Quand l’enfant a fauté, et désire son pardon, ...; CATALOGUS GUIDO GEZELLEARCHIEF. vubiscatalogus.brugge.be. Gearchiveerd op 3 januari 2018.
21. ↑  Volgens Caesar Gezelle in 'Gezellekroniek', 1965, archivalia, blz. 107, 2de alinea.
22. ↑  Tijdschrift 'Biekorf', 1992, p.389, 1ste alina. Digitale Bibliotheek voor de Nederlandse Letteren Gearchiveerd op 12 januari 2023.
23. ↑  Hubert Bogaerts (’s-Hertogenbosch 16/11/1869 - ?), een van de vier zonen van Henri Bogaerts, bevond zich tussen 30/04/1900 en 31/12/1902 in Brussel (vandaar de signatuur 'Bogaerts Bruxelles' op het schilderij). Bron: digitaal bevolkingsregister van Boxtel, in- en uitschrijvingen Boxtel 1900-1931, blz. 52 van 615, ref. 3/350/12 en 3/162/12.
24. ↑  Guido Gezelle zijn leven en zijne werken pagina 11 - Amsterdam L.J.Veen
25. ↑  Lieven Saerens, Vreemdelingen in een wereldstad. Een geschiedenis van Antwerpen en zijn joodse bevolking
26. ↑  Heestermans, Hans  (1999). Signalementen. Tijdschrift voor Nederlandse Taal- en Letterkunde  115 (1): 382

## Gedigitaliseerde versies van Gezelle's werken
1. ↑  Kerkhofblommen. Amsterdam, Veen, ca. 1904 op Delpher
2. ↑  Vlaamsche dichtoefeningen bij DBNL. Gearchiveerd op 1 juni 2023.
3. ↑  Het kindeke van de dood op Google Books. Gearchiveerd op 17 juli 2023.
4. ↑  XXXIII Kleengedichtjes op Google Books. Gearchiveerd op 17 juli 2023.
5. ↑  Gedichten, Gezangen en Gebeden, een schetsboek voor Vlaemsche studenten op Google Books
6. ↑  De doolaards in Egypten. 7e uitg., van misdruk, schuimwoorden en ondietsche wendingen eene tweede maal nauwkeuriglijk gezuiverd door den schrijver, 1905 op Delpher
7. ↑  Van den kleenen hertog. 3e uitgave, 1905 op Google Books
8. ↑  Liederen, eerdichten et reliqua op Google Books
9. ↑  Uitstap in de Warande. 5e uitgave, 1905 op Delpher
10. ↑  Song of Hiawatha. 1930 op Delpher
11. ↑  Tijdkrans op Google Books. Gearchiveerd op 17 juli 2023.
12. ↑  Hennen van Merchtenen's Cornicke van Brabant (1414) op Google Books. Gearchiveerd op 17 juli 2023.
13. ↑  Rijmsnoer om en om het jaar op Google Books
14. ↑  Goddelijke beschouwingen, 1930 op Delpher
15. ↑  Laatste verzen op Delpher
16. ↑  Dichtoefeningen. 1903 op Delpher
17. ↑  Kerkhofblommen. 1904 op Delpher
18. ↑  Gedichten, gezangen, gebeden en kleengedichtjes. 1904 op Delpher
19. ↑  Liederen, eerdichten et reliqua. 1904 op Delpher
20. ↑  Tijdkrans. Eerste deel, 1904 op Delpher
21. ↑  Tijdkrans. Tweede, 1904 op Delpher
22. ↑  Rijmsnoer. Eerste deel, 1904 op Delpher
23. ↑  Rijmsnoer. Tweede deel, 5e druk, 1925 op Delpher
24. ↑  Hiawadha's lied. 1905 op Delpher
25. ↑  Laatste verzen. 1905 op Delpher
26. ↑  Gelegenheidsgedichten. Eerste deel op Delpher
27. ↑  Gelegenheidsgedichten. Tweede deel op Delpher
28. ↑  Gelegenheidsgedichten. Derde deel op Delpher
29. ↑  Gelegenheidsgedichten. Vierde deel op Delpher
30. ↑  Motto-album op Delpher
31. ↑  Loquela op Delpher
32. ↑  Gezelle Brevier op Delpher
33. ↑  Zantekoorn. Nagelaten voltooid- of onvoltooide rapelingen van Guido Gezelle's dichtveld op Delpher
34. ↑  Vlaamsche volksvertelsels op Delpher
35. ↑  Guido Gezelle. Zijn leven en zijne werken op Delpher
36. ↑  In het land van Guido Gezelle op Delpher
37. ↑  Guido Gezelle 1830-1899 bij DBNL. Gearchiveerd op 2 juni 2023.
38. ↑  Het leven van Guido Gezelle, Vlaamschen priester en dichter bij DBNL. Gearchiveerd op 2 juni 2023.
39. ↑  Keurgedichten van Guido Gezelle, verklaard en toegelicht. I. bij DBNL. Gearchiveerd op 2 juni 2023.
40. ↑  Keurgedichten van Guido Gezelle, verklaard en toegelicht. II. bij DBNL. Gearchiveerd op 2 juni 2023.
41. ↑  Guido Gezelle. Vader van het nieuwe Vlaanderen bij de eeuwherdenking van zijn geboorte. 1830-1930 op Delpher
42. ↑  Guido Gezelle op Delpher

- Bibsys: 90076710
- Bibliothèque nationale de France: cb121476014 (data)
- CiNii: DA10342598
- Digitale Bibliotheek voor de Nederlandse Letteren: geze002
- Gemeinsame Normdatei: 118939394
- International Standard Name Identifier: 0000 0001 1029 1452
- Library of Congress Control Number: n50016540
- MusicBrainz: 7a5deda2-160f-459f-b894-d5bad56c7cc1
- Nationale Bibliotheek van Tsjechië: jn20011018075
- Nationale bibliotheek van Australië: 35121233
- Nationale Bibliotheek van Israël: 987007443064705171
- Nationale Bibliotheek van Polen: a0000002267623
- Nationale en Universitaire bibliotheek Zagreb: 000145280
- Nederlandse Thesaurus van Auteursnamen: 068392745
- RKD-Nederlands Instituut voor Kunstgeschiedenis: 31302
- Istituto Centrale per il Catalogo Unico: SBLV113859
- LIBRIS: 283127
- SNAC: w69z94c8
- Système universitaire de documentation: 02739591X
- Trove: 832567
- Virtual International Authority File: 71428001
- WorldCat: E39PBJpDKGRjFBr9xWRpQCGmBP